# Recuperación de San Martín (1633)
La recuperación de San Martín, en la historiografía neerlandesa Toma de San Martín, fue una expedición naval española, parte de la Guerra de los Treinta Años, en la que una escuadra de esta nacionalidad retomó el control de la isla caribeña de San Martín, entonces dominada por las Provincias Unidas de los Países Bajos e integrada en las Antillas Neerlandesas. La isla, cuya soberanía reclamaba España desde el segundo viaje de Colón, que tuvo lugar en 1493, se encuentra a unos ciento cincuenta kilómetros al este de Puerto Rico. La toma de la isla por los españoles eliminó un centro de piratería holandesa y debilitó tanto esta actividad como el comercio neerlandés en el Caribe.

## Antecedentes
La isla contaba con unas pequeñas salinas. La sal era, de hecho, su principal exportación. Sus salinas eran, junto con las de la isla de La Tortuga, las que utilizaba la Compañía Neerlandesa de las Indias Occidentales en el Caribe; en ambas se habían construido fuertes para protegerlas de los ataques españoles. Muy pequeña como el resto de islas de Barlovento, su comercio se concentraba en los intercambios con otras islas cercanas el poder de ingleses y franceses. Aunque cultivaba azúcar para la exportación, lo hacía a pequeña escala: la mayoría de los cultivos isleños iban destinados al consumo local. Contaba con menos de mil habitantes, como las demás Antillas Neerlandesas.
Debido a los actos de piratería desde la isla contra los españoles, el Consejo de Indias decidió que la flota que escoltaba los transportes entre América y la península ibérica acabase con lo que consideraba un nido de corsarios. En Cádiz, se reunieron las escuadras de Lope de Hoces, Nicolás de Brasidi y Lope Díaz de Armendáriz, Marqués de Cadereita. Este quedó al mando de la flota conjunta, que reforzó con cinco urcas suecas embargadas en los puertos andaluces. El 12 de mayo de 1633 partió la flota, formada por cincuenta y cinco navíos, veinticuatro de ellos de guerra.
En su travesía los españoles destruyeron el fuerte construido por los neerlandeses en 1631 en la isla de Anguila y el 24 de junio los españoles arribaron a la isla de San Bartolomé, donde dejaron escapar cinco presas. Dos días más tarde anclaron en San Martín, donde la población ya había sido apercibida de la llegada de la flota española.

## Campaña
El reconocimiento hecho por los españoles descubrió el fuerte de veintidós cañones que protegía el acceso a la colonia de Sint Maarten: cubría el fondeadero de la isla y era de difícil asalto; el almirante Cadereyta envió parlamentarios del Nuestra Señora de Aranzazu, el buque insignia de la flota encargada de la misión, a tierra, para exigir la rendición de la guarnición del fuerte neerlandés. Esta, que constaba de unos ciento cincuenta holandeses y cuarenta auxiliares negros, todos a las órdenes de Jan Claeszoon van Campen, rechazó la petición del enviado español. El gobernador neerlandés de la plaza trató con exquisita cortesía a los enviados españoles, pero indicó que se aprestaba a defenderla.

Mapa moderno de la isla de San Martín.

Varios de los galeones españoles se enzarzaron entonces con la guarnición en un duelo artillero en el que perecieron siete marineros españoles que estaban tratando de desembarcar en la isla. Al mismo tiempo, los atacantes exploraban la costa para encontrar un lugar adecuado donde desembarcar las tropas en tierra. A las 2:00 a. m. del día siguiente, los españoles desembarcaron mil soldados y trescientos marineros, capitaneados por el almirante De Hoces y el maestre de campo Luis de Rojas y Borgia; entre los efectivos se contaban dos pequeños cañones de campaña. Tras cruzar arduamente terreno selvático casi impenetrable en una dura marcha en la que murieron dieciséis hombres por el calor, los españoles lograron alcanzar la retaguardia de la posición holandesa y comenzaron a asaltar las murallas del fuerte el 26 de junio. Los defensores consiguieron frenar el embate con fuego de mosquete; el propio De Hoces resultó herido gravemente en el codo y en el costado por las balas enemigas: de la herida perdió el brazo. Rechazados por los holandeses, los españoles se aprestaron a cercar el fuerte; trajeron a tierra cuatro cañones pesados para formar una batería y lanzaron un nuevo ataque con un contingente de cien hombres la noche del 28 de junio en el que resultó herido el veterano capitán Tiburcio Redín.

## Rendición holandesa y consecuencias de la batalla
Finalmente, el 1 de julio, Van Campen, malherido, solicitó la rendición para los sesenta y dos holandeses y quince negros que había sobrevivido a los combates; los españoles aceptaron la claudicación del comandante neerlandés, aunque con condiciones más duras de las que este pedía.
Cadereyta ocupó el fuerte al día siguiente y decidió mantenerlo en pie y reforzarlo con cuatro cañones de a veinticuatro libras, dos medias culebrinas de a dieciocho, y cinco de diez a doce libras; al frente del fuerte quedaría el capitán Cebrián de Lizarazu, al mando de una guarnición de doscientos cincuenta soldados y cincuenta auxiliares. La flota española se retiró entonces a San Juan de Puerto Rico, a donde arribó con su carga de prisioneros holandeses y tres presas de la misma nacionalidad el 13 de julio. Los españoles permitieron que la población holandesa de la isla la abandonase, izaron la bandera española y celebraron una misa de acción de gracias en el fuerte capturado.
La toma de la isla fue una de las acciones que arrebataron a los holandeses el control de la sal en el Caribe que se habían estado disputando con los españoles. En 1644, el gobernador neerlandés de Curazao, Peter Stuyvesant, atacó la isla con doce navíos y mil hombres, pero, a pesar de la ventaja numérica sobre los defensores, no logró recuperarla y tuvo que levantar el asedio tras cuatro semanas. España devolvió la isla a las Provincias Unidas en el Tratado de Westfalia.